# Jan F. Brill
Jan Frederik Brill (* 1991 in Lauf an der Pegnitz) ist ein deutscher Jazzmusiker (Schlagzeug).

## Leben und Wirken
Brill wuchs in Kalchreuth in der Familie von Musikliebhabern auf und begann mit sechs Jahren Klavier zu spielen. Nach drei Jahren wechselte er ans Schlagzeug. Durch die Plattensammlung seines Vaters kam er schon mit sehr jungen Jahren zum Jazz; mit seinem Vater besuchte er regelmäßig Konzerte im Jazzstudio Nürnberg. Nach Abschluss der Mittleren Reife begann er 2009 an der Hochschule für Musik Nürnberg sein Studium als Jazzinterpret. 2012 zog er nach Köln, um dort 2014 das Studium mit dem Diplom abzuschließen. 2016 kehrte er nach Nürnberg für sein Masterstudium zurück.
Brill ist neben Jonathan Hofmeister und Florian Herzog Mitglied des Kölner Trios Turn, mit dem er 2016 das Album Waiting for Fred veröffentlichte; 2019 war Turn mit Nils Wogram auf Tournee. Auch gehört er zum Sextett von Volker Heuken. Das Projekt Freiraum (das er mit Bassist Alex Bayer unterhält) lädt monatlich einen Mitspieler ein. Als Sideman ist er in weiteren Projekten, etwa den Gruppen Lama, Der Fall, G.I.G.E.R. oder den Quartetten von Joachim Lenhardt, Julian Schunter, Peter Fulda oder Rebecca Trescher, regelmäßig live zu erleben.

## Preise und Auszeichnungen
Brill ist dreifacher Preisträger des Bruno-Rother-Gedächtnis-Wettbewerbs (2009, 2010 und 2017). Mit dem Trio Turn gewann er bereits mehrere Preise, etwa den Kompositionspreis beim Biberacher Jazzpreis 2013 und den 2. Platz beim Internationalen ConadJazzContest von Umbria Jazz. 2019 erhielt Brill einen Preis der Stadt Nürnberg. 

## Diskographische Hinweise
- Matthias Schuller Multitude (Unit Records 2015, mit Daniel Filbert, Jonas Vogelsang, Jonathan Hofmeister, Stefan Rey)
- Turn Waiting for Fred (Double Moon Records 2016)
- Volker Heuken Portugal (Label 11, 2016)
- Volker Heuken Sextett Siblings (Float Music, 2019; mit Antonia Hausmann, Julian Bossert, Lukas Grossmann, Alex Bayer)